# Американский футбол
Американский футбол (англ. American football, англ. gridiron) известный в США как футбол (англ. football) — контактный командный вид спорта. В нём принимают участие две команды по одиннадцать игроков с каждой стороны. В футбол играют овальным мячом на прямоугольном поле длиной 120 ярдов (109,728 м) и шириной 53,3 ярда (48,738 м) с воротами в виде рогатки на обоих концах. 100 ярдов длины поля (~91,45 метра) — игровая зона, 10 крайних ярдов с обеих сторон — очковые зоны команд (англ. end zone). Команда должна владеть мячом для продвижения его в очковую зону, неся или пасуя мяч. Сначала одной из команд надо продвинуть мяч на 10 ярдов (даётся 4 попытки). Если им это удастся, они получают ещё четыре попытки. В противном случае мяч достаётся соперникам. Очки можно набрать, пронеся мяч в конец зоны (тачдаун) или забив его в ворота (филд-гол), также защита может набрать очки, сделав сейфти. Та команда, у которой по истечении матча больше очков, побеждает.
Американский футбол развился из ранних форм регби и футбола, который обычно в США называют «соккер». Считается, что первая игра была сыграна 6 ноября 1869 года по одному из вариантов правил игры в соккер. В 1880 году Уолтер Кэмп (англ. Walter Camp), известный как «Отец американского футбола» (он был игроком, судьёй и спортивным комментатором) первым изменил неопределённые правила игры на конкретные: ввел снэп (розыгрыш мяча пасом назад), снизил количество игроков до одиннадцати. Новые правила узаконили пас вперед, создание нейтральной зоны, установили ширину поля.
Американский футбол — самый популярный вид спорта в США на данный момент, а Национальная футбольная лига (НФЛ) (National Football League) — самая популярная лига в Северной Америке.

## История

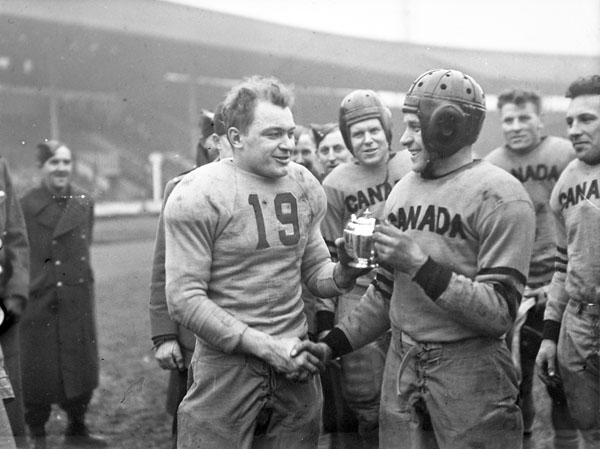
Игроки команд Канады и США на Лондонском стадионе в 1944 году

История возникновения американского футбола неразрывно связана с развитием футбола и регби. Как гласит легенда, в 1823 году в школе Регби во время футбольного матча шестнадцатилетний Уильям Уэбб Эллис (англ. William Webb Ellis) схватил мяч и побежал в сторону соперников. При этом следует понимать, что тут под футболом подразумевается один из множества вариантов игры, правила которой определялись каждой школой по своему усмотрению и не были чем-то устоявшимся. Несмотря на то, что факт не был достоверно установлен, через много лет Эллису поставили памятник, а на стенах его колледжа повесили табличку:
пусть эта доска напоминает о славном деянии Уильяма Уэбба Эллиса, первого, кто осмелился нарушить правила, схватив мяч руками и побежав с ним. Так возникла игра регби в 1823-м году.
Оригинальный текст (англ.)This stone commemorates the exploit of William Webb Ellis who with a fine disregard for the rules of football, as played in his time, first took the ball in his arms and ran with it, thus originating the distinctive feature of the Rugby game A.D. 1823
Игра получила название «футбол регби» (футбол по правилам школы Регби), на сегодняшний день в большинстве стран обычно просто — регби.
6 ноября 1869 года в американском городе Нью-Брансуик (штат Нью-Джерси) команды Рутгерского и Принстонского университетов встретились на футбольном поле и сыграли в футбол по правилам, за основу которых были взяты правила Ассоциации футбола в варианте Рутгерского университета, то есть мяч был круглым и в руки его брать было запрещено, ими разрешалось только бить по мячу, из близкого к правилам регби было только количество игроков на поле — по 25 с каждой стороны. Соответственно никаких тачдаунов тогда не было. По регламенту игра продолжалась до 6 голов, и матч закончился победой Рутгерского университета 6-4. Тем не менее дата считается официальным днём рождения американского футбола. Только в 1874 году в серии игр между Принстонским университетом и монреальским Университетом Макгилл, в котором для игры в футбол использовался вариант правил регби, стали играть во что-то более похожее на современный американский футбол и давать одно очко за внос мяча в конечную зону противника. 
В 1905 году газета «Чикаго Трибьюн» вышла с заголовком на первой полосе — «18 футболистов погибли и 159 серьёзно ранены».
В начале XX века правила стали похожими на современные. В 1912 году за тачдаун стали начислять по 6 очков, длина игрового поля стала равна ста ярдам, а игровое время сократили с семидесяти до шестидесяти минут. Появились первые частные команды и профессиональные игроки. 
В 1904 году появился первый чернокожий футболист. Вышел он в составе команды из Огайо. С тех пор число чернокожих футболистов только увеличивалось. Несмотря на это, первый чернокожий судья появился в НФЛ только в 1988 году. В 1932 году американский футбол был показательным видом спорта на летних олимпийских играх в Лос-Анджелесе. 
В 1960 году в противовес уже существующей NFL была создана Американская футбольная лига (AFL). Борьба команд за игроков и болельщиков, а также за права на телетрансляции, привели к серии переговоров между двумя лигами об объединении в 1966 году. Одним из условий слияния AFL и NFL была игра между чемпионами лиг за право именоваться чемпионом мира. Первая игра была сыграна 15 января 1967 года под названием «Чемпионат мира NFL-AFL». В 1970 году произошло слияние двух конференций. Состав конференций остался прежним, но руководство было общим. Эта организация называется Национальная футбольная лига (NFL). 

## Правила
Цель игры — набрать больше очков, чем команда соперника, за отведённое время.

### Поле и игроки

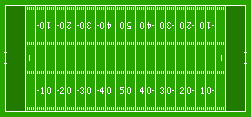
Поле для игры в американский футбол

Игра ведётся на прямоугольном поле 120 ярдов (110 метров) длиной и 53 1/3 ярдов (49 м) шириной. У каждого конца поля, на расстоянии 100 ярдов друг от друга, проведены линии цели (goal lines). 10-ярдовая очковая зона (end zone) находится между линией цели и границей поля.
Поперёк поля через каждые 5 ярдов нанесены линии. Каждые 10 ярдов пронумерованы от 10 до 50 от границ очковых зон к середине, обозначая таким образом количество ярдов, которые осталось пройти нападающей команде, чтобы заработать тачдаун. На каждом конце поля на границе стоят ворота в виде двух высоких штанг с перекладиной между ними. Голы забиваются над перекладиной между штангами.
Каждая команда может выпускать на поле 11 игроков одновременно. Команды могут заменять всех или некоторых игроков между игровыми моментами. Обычно игроки специализируются на игре только в атаке, обороне или специальных командах (в моменты, когда мяч выбивают ногами). 

### Ворота
Размеры ворот в американском футболе практически идентичны размерам ворот в регби. Высота перекладины — 10 футов (3 м), расстояние между стойками — 18,6 фута (5,7 м). На стадионах, используемых исключительно для американского футбола, ворота зачастую установлены на единственной центральной опоре.

### Продвижение мяча

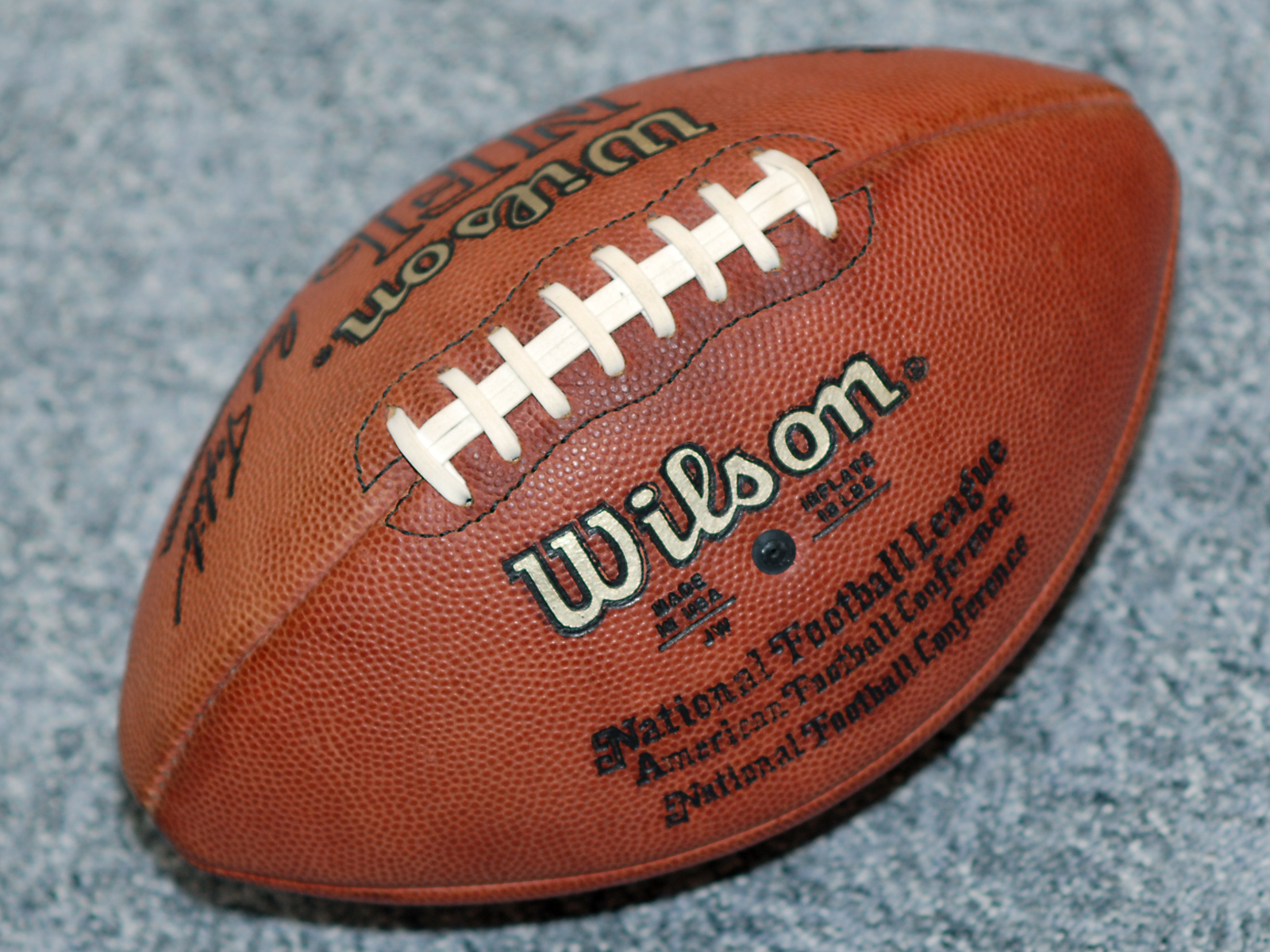
Мяч для игры в американский футбол.

Игра состоит из игровых моментов. В начале каждого момента мяч кладётся туда (на ту же линию), где закончился предыдущий игровой момент.
Команда, владеющая мячом, получает 4 попытки продвинуть мяч на 10 ярдов вперёд в сторону очковой зоны соперника. Каждая такая попытка называется дауном (англ. down). Если атакующая команда продвигается на 10 ярдов, она опять получает 4 попытки пройти следующие 10 ярдов. Если нападение не может пройти 10 ярдов за 4 попытки, мяч передаётся команде соперника, причём на той же самой линии, на которой завершилась 4-я попытка. Во время трансляции матча показывают игровые формулы — 1st & 10, что значит, что сейчас произойдёт первая попытка и надо пройти 10 ярдов до следующих попыток. Расстояние, на которое необходимо перенести мяч, измеряется с помощью двух маркеров, соединённых цепью в 10 ярдов. Судьи устанавливают маркеры на боковой линии поля. 
За исключением начала игры и второй половины, а также розыгрышей после заработанных очков, мяч подаётся в игру броском назад между ног, называемым снэпом (snap). В начале игрового момента обе команды выстраиваются напротив друг друга вдоль линии, на которой лежит мяч. Центральный игрок отдаёт мяч назад между ног игроку своей команды — квотербеку (как правило, главный игрок команды, лидер нападения).

### Очки

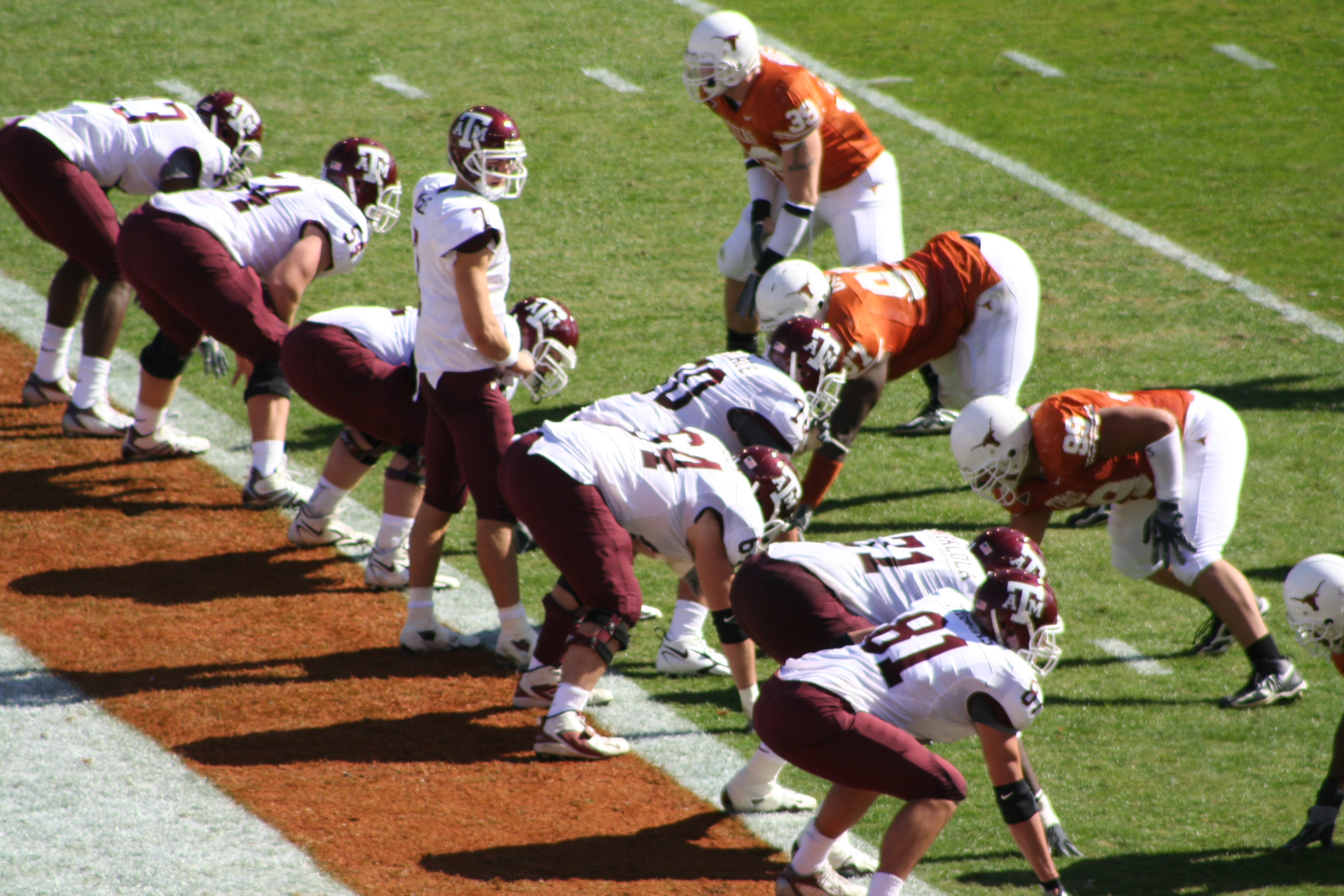
Нападающая команда пытается избежать сейфти, начиная в двух ярдах от своей очковой зоны

После того как одна из команд заработала очки, она обязана выбить мяч в поле с 35-ярдовой отметки. Исключение составляет сейфти, при котором команда, допустившая сейфти, возвращает мяч команде, заработавшей два очка, выбивая его со своей 20-ярдовой линии. Причем мяч выбивается с рук, а не с земли, что называется свободным ударом (англ. free kick).

### Удары ногами по мячу
Каждая половина игры начинается с момента, когда одна из команд выбивает мяч ногой в сторону очковой зоны соперника с 35-ярдовой отметки — «кик-оффа» (англ. kick off). Выбивание мяча назначается также, когда одна из команд заработала очки. 
Обычно кикер бьющей команды отправляет мяч далеко вперёд (вплоть до зачётной зоны соперника), принимающая команда подбирает мяч и пытается пронести его вперёд.
В правилах указано, что если мяч пролетел 10 ярдов, им может завладеть любая команда. Иногда бьющая команда исполняет т. н. онсайд-кик — слабый удар вбок, и пытается снова им завладеть за 10-ярдовой отметкой.
Нападающая команда, не сумевшая пройти за 3 попытки 10 ярдов, обычно делает пант (англ. punt) — выбивает мяч ногой с руки в сторону соперника во время четвёртой попытки, стараясь заставить команду соперника начать атаку как можно дальше от очковой зоны. 
В обоих случаях выбивающие мяч игроки преследуют две цели: выбить мяч как можно дальше и сделать это так, чтобы мяч находился в полете как можно дольше. Поскольку цель этого игрового эпизода — определить положение, с какого команда, принимающая мяч, начнёт своё продвижение к очковой зоне противника, то команда, принимающая мяч, поймав его, старается вернуть его как можно ближе к очковой зоне выбивающей команды. В то же время выбивающая команда пытается остановить противника как можно дальше от своей очковой зоны. 
Если при кик-оффе или панте выбитый мяч вылетает за очковую линию и там остаётся, то это называется тачбэк (англ. touchback). В этом случае принимающая команда начинает движение к очковой зоне противника с 25-ярдовой (кик-офф) или с 20-ярдовой (пант) линии в своей зоне.
Попытка забить филд-гол (англ. field goal) — это третий эпизод, когда по мячу наносится удар ногой. В этом случае лонг-снэпер отбрасывает мяч назад холдеру (англ. holder). Задача холдера — поставить мяч вертикально на землю, придерживая его сверху рукой, так, чтобы кикеру было удобно нанести удар по воротам. Если кикер попал в цель, его команда получает либо 3 очка, либо 1 очко (если филд-гол был забит как дополнительное очко после тачдауна). В случае промаха команда, против которой выполнялся удар, начинает продвижение к очковой зоне соперника с места неудавшегося удара. Именно этот факт определяет выбор наступающей команды между пантом и попыткой филд-гола. 
Примечание: 1. Филд-гол можно пробивать не только с земли, но и с рук; 2. Если при пробитии филд-гола мяч не долетел до задней линии, действует правило панта и команда защиты может подобрать мяч и продвигаться с ним вперёд.

### Нарушения
Различные нарушения наказываются перемещением мяча в ту или другую сторону на определённое число ярдов; розыгрыш обычно переигрывается с той же попытки. При этом нападающая команда может получить новую серию из 4 попыток либо автоматически, либо потому, что наказание передвинуло мяч на 10 ярдов или больше. Если наказание перенесло бы мяч в очковую зону, такое наказание заменяется на наказание, составляющее половину расстояния до очковой зоны.
Судья подает сигнал о нарушении выбрасыванием на поле жёлтого флага. Пострадавшая команда может принять или отклонить наказание. 

### Продолжительность игры
Игра продолжается 4 периода по 15 минут каждый с перерывом после второго периода. Каждый такой период называется «четвертью». Секундомер останавливается, когда мяч (или игрок с мячом) покинул поле, пас вперёд не был пойман, мяч перешёл к другой команде, были заработаны очки, было нарушение правил, одна из команд взяла тайм-аут и в некоторых других случаях. Поэтому матч обычно продолжается около трёх или чуть более часов.
По правилам НФЛ, в случае равного счёта по итогам четырёх четвертей назначается дополнительное время (овертайм): в регулярном чемпионате — 10 минут, в плей-офф — 15. Команда, заработавшая тачдаун или сейфти на первом владении овертайма, объявляется победителем. В случае филд гола после первого владения или перехода мяча к другой команде, вторая команда на своём первом владении получает один шанс заработать очки. Тачдаун второй команды в таком случае заканчивает игру. Если первая команда на своём владении не заработала очков, то второй достаточно забить филд-гол для победы. Если после того, как каждая команда по одному разу владела мячом, счёт остаётся равным (0:0 или 3:3), то игра продолжается до первых набранных очков.
В играх регулярного чемпионата в случае равного счёта по истечении 10 минут овертайма объявляется ничья, в играх плей-офф назначаются дополнительные овертаймы до определения победителя.

## Роли игроков

Примерная расстановка игроков нападения и защиты

### Команда нападения
Командой нападения называется команда, владеющая мячом и начинающая розыгрыш.
Команда нападения состоит из квотербека (англ. quarterback), лайнменов нападения (англ. offensive linemen), тайт-эндов (англ. tight end), беков (англ. backs) и ресиверов (англ. receivers).
- Основная функция лайнменов нападения — блокировать игроков защиты, не давая им прорваться к квотербеку. Лайнмены выстраиваются в линию нападения англ. offensive line(). Линия нападения включает в себя следующих игроков:
  - Центр (C) (англ. center) — основной лайнмен: отбрасывает мяч назад квотербеку в начале розыгрыша.
  - Гарды нападения (OG) (англ. offensive guard) — два игрока, находящиеся слева и справа от центра (левый/правый гард).
  - Тэклы нападения (OT) (англ. offensive tackle) — два игрока, находящиеся с внешней стороны от гардов (левый/правый тэкл).

- Беки и ресиверы в основном продвигают мяч вперёд. Беки, как правило, получают мяч непосредственно от квотербека. Ресиверы обычно принимают пасы вперёд по воздуху.
  - Раннинбек (RB) (англ. runningback) — игрок, находящийся позади всех игроков нападения, задачей которого является пронос мяча вперёд во время выносных розыгрышей (когда набор ярдов осуществляется за счёт бега с мячом). Раннинбек должен уметь крепко держать мяч, находить прорехи в обороне и пытаться пробегать через них, обманывая финтами игроков противника.
  - Фуллбек (FB) (англ. fullback) — разновидность раннинбека, также находится позади линии нападения и сзади от квотербека. Он может блокировать, бежать с мячом, ловить короткие пасы. Во время выносных розыгрышей в его основную задачу зачастую входит расчищение дороги для раннинбека с мячом. В современном футболе амплуа узкоспециализированного фуллбека мало востребовано, и во многих командах эту функцию при необходимости исполняют игроки других позиций.
  - Ресивер (WR) (англ. wide receiver) — основной задачей ресивера является получение паса по воздуху от квотербека. Для этого принимающий должен обладать хорошей скоростью и умением ловить мяч в сложных ситуациях. Ресиверы обычно размещаются на дальних краях линии нападения. В конкретном розыгрыше на поле могут быть от 0 до 5 ресиверов.
  - Тайт-энд (TE) (англ. tight end) — тайт-энд играет сбоку от тэклов. По сути — «тяжелый ресивер». Тайт-энд, в отличие от других лайнменов, может также принимать мяч, поэтому он выполняет блокирующую или принимающую роль в зависимости от выбранного типа розыгрыша. В отличие от центра, двух гардов и двух тэклов, которые присутствуют на поле всё время, в конкретном розыгрыше на поле могут быть от 0 до 3 тайт-эндов.

- Квотербек (QB) (англ. quarterback) — «распасовщик», основной игрок команды нападения, находится непосредственно за центром и принимает от него мяч в начале розыгрыша. Квотербек — мозговой центр команды. Он решает какой тип розыгрыша будет выполнять команда (либо получает такое указание от тренера, именуемого Координатором нападения), отдаёт пасы, передаёт мяч игрокам для выносных розыгрышей и иногда сам продвигает мяч вперёд.

Команда нападения старается использовать свои сильные стороны для продвижения мяча вперёд. Команда с сильными раннинбеками может предпочитать передвигать мяч по земле. Команда с сильными ресиверами и квотербеком будет много пасовать по воздуху. Обычно команда нападения старается менять типы розыгрышей, чтобы не дать команде противника предугадать тип розыгрыша и подготовиться к нему. В зависимости от ситуации команда нападения использует различные начальные расстановки. Некоторые начальные расстановки больше подходят для выносной игры, некоторые — для игры в пас. Команда может выпускать больше ресиверов на поле, если требуется продвинуть мяч на большое расстояние любой ценой, или больше бегущих игроков, если требуется продвинуть мяч на небольшое расстояние, например, чтобы заработать тачдаун рядом с очковой зоной.
Основные правила при игре в нападении:
- Необходимо иметь 7 игроков на линии схватки (англ. line of scrimmage).
- Перед началом розыгрыша никто из игроков нападения не имеет права двигаться. Единственное исключение: один игрок может перемещаться в момент начала розыгрыша вдоль линии нападения.
- Только два игрока, замыкающих линию нападения, и все игроки, находящиеся позади, могут принимать мяч. В случае, если мяч потерян (т. н. «фамбл» (англ. fumble)), это ограничение снимается, и все игроки могут бороться за мяч.

### Команда защиты

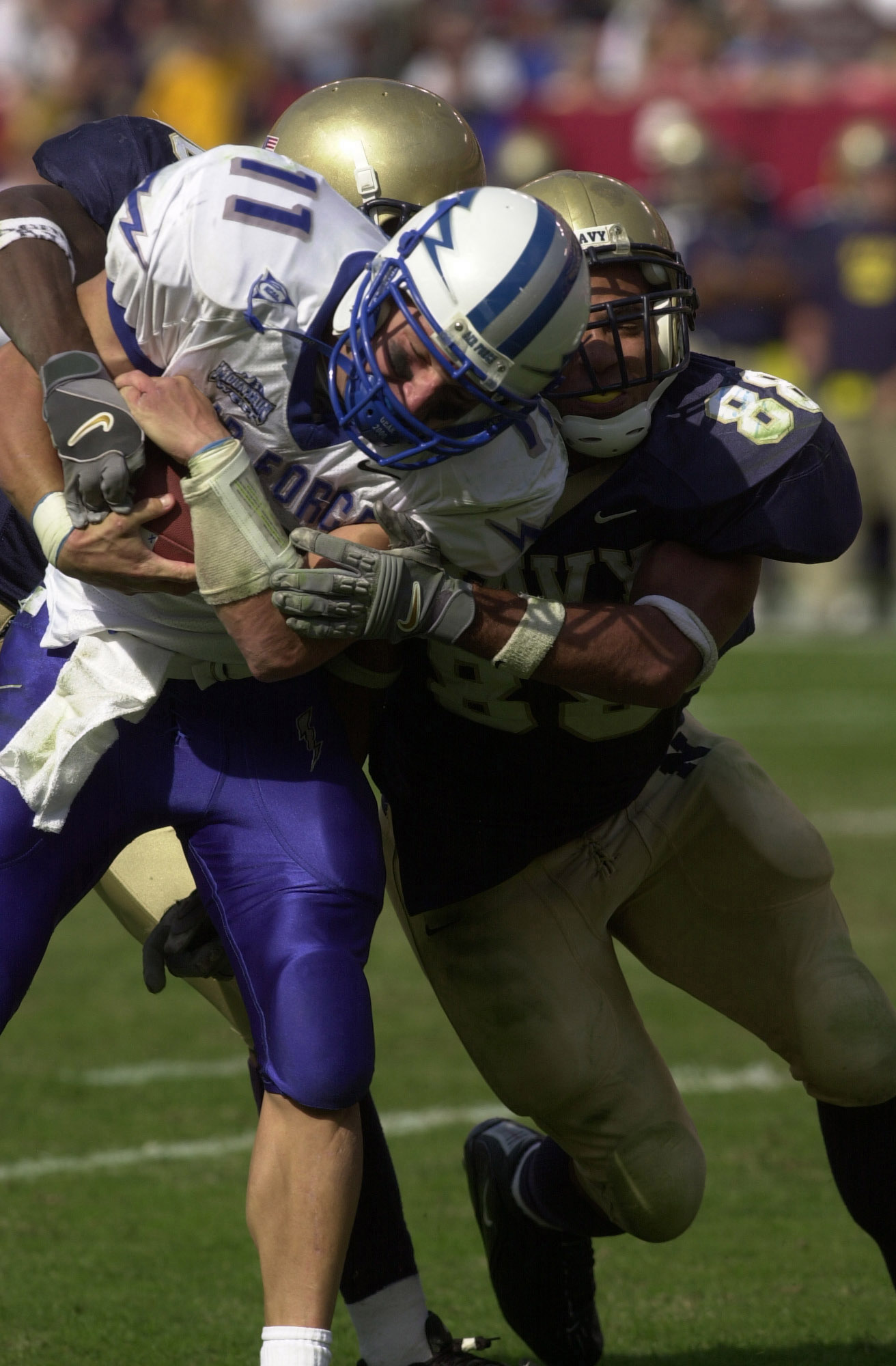
Защитники атакуют игрока с мячом

Команда защиты — команда, которая в начале розыгрыша не владеет мячом.
В отличие от команды нападения, команда защиты не ограничена правилами в расстановке игроков на поле. Единственное ограничение — все игроки должны находиться на своей стороне от линии, на которой стоит мяч до начала розыгрыша (линии схватки). Большинство команд включают в свою расстановку линию защитных лайнменов, состоящую из защитных тэклов и эндов, линию лайнбекеров и линию сэкондари — корнербеков и сейфти.
- Защитные энды (DE) (англ. defensive ends) — два игрока, стоящие по краям защитной линии. Их задача — попытаться добраться до квотербека, а также остановить раннинбеков, пытающихся пронести мяч по краям. Более быстрый энд обычно размещается справа, чтобы находиться в слепой зоне квотербека-правши.
- Защитные тэклы (DT) (англ. defensive tackles) — игроки, находящиеся между эндами. В их задачу входит атака квотербека и предотвращение прорывов с мячом посередине.
- Лайнбекеры (LB) (англ. linebackers) — игроки, размещающиеся позади линии защиты. Лайнбекеры — «защитники-универсалы», они выполняют множество функций в зависимости от ситуации. В задачу лайнбекера может входить атака на квотербека, прикрытие ресиверов, атака игрока, бегущего с мячом. Центрального лайнбекера иногда называют «квотербеком защиты». В его задачу входит разгадывание замысла противника и выбор правильной расстановки игроков защиты. Лайнбекеры делятся на внутренних (MLB) и внешних (стоящих по краям, OLB). Кроме того, в зависимости от розыгрыша лайнбекеры делятся на следующие виды:
  - Сэм (англ. Sam) — внешний лайнбекер сильной стороны. Стоит с той стороны, где располагается тайт-энд команды нападения.
  - Уилл (англ. Will) — внешний лайнбекер слабой стороны. Располагается с той стороны, где нет тайт-энда.
  - Майк (англ. Mike) — внутренний лайнбекер сильной стороны.
  - Джек (англ. Jack) — внутренний лайнбекер слабой стороны.

- Cэкондари (англ. secondary):
  - Корнербеки (CB) (англ. cornerbacks) — игроки, прикрывающие ресиверов, старающиеся отбить или перехватить мяч. Если команда нападения выбрала выносной розыгрыш, корнербек атакует игрока с мячом.
  - Открытый Сейфти (FS) (англ. free safety) и Сильный Сейфти (SS) (англ. strong safety)) — игроки, размещающиеся позади остальных игроков защиты. Они помогают корнербекам прикрывать ресиверов, особенно во время попыток дальнего паса. Часто сейфти являются последней надеждой защиты на остановку игрока с мячом (по этой причине сейфти — одни из самых быстрых игроков защиты).

### Специальные команды

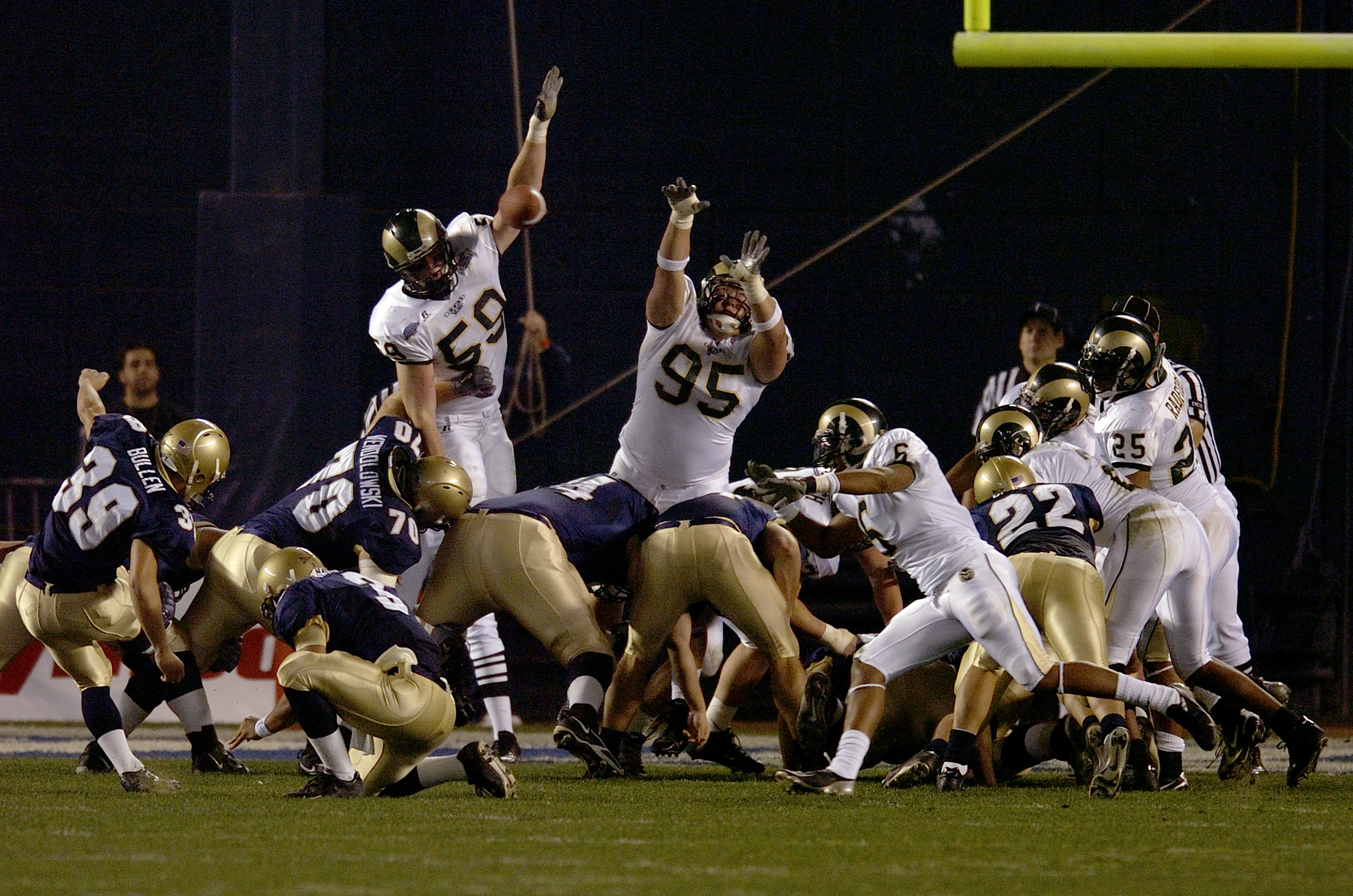
Попытка забить гол

Специальными командами называют игроков, выходящих на поле, когда мяч выбивается ногами — во время начального розыгрыша, во время четвёртой попытки, когда нападающая команда выбивает мяч, во время попыток забить гол или заработать дополнительное очко после тачдауна. 
В случае специальных розыгрышей бьющие игроки (кикер с холдером или пантер) располагаются на значительном расстоянии от линии нападения, чтобы не дать возможности игрокам защиты заблокировать удар. Далекий снеппер при этом отбрасывает мяч сильным броском между ног.

## Основные стратегии
На первый взгляд может показаться, что американский футбол — игра, всецело зависящая от физических параметров игроков. На самом деле стратегия в футболе играет первостепенную роль. Тренеры команды должны представлять себе сильные и слабые стороны своей команды и уметь оценивать влияние внешних факторов, например, погоды, места игры, состояния поля. На основе этих данных тренеры планируют стратегию игры, и задачей игроков становится неукоснительное и целеустремленное выполнение стратегии. 

### Стратегия игры в нападении
Планируя стратегию нападения, тренеры пытаются максимизировать сильные стороны своей нападающей команды и использовать слабые стороны команды противника, учитывая при этом множество других факторов. В основном, розыгрыши, в которых мяч несётся руками, считаются более надежными, а розыгрыши, в которых мяч пасуется, считаются более рискованными, так как возможность перехвата мяча игроками защиты увеличивается. 
Нападающая команда старается найти баланс между двумя видами атаки, чтобы не дать защищающейся команде подавить атаку, успешно защитившись против одной из схем. Зачастую нападающая команда имитирует бегущий розыгрыш, при этом пасуя, или, напротив, имитирует пас и старается пронести мяч по земле.

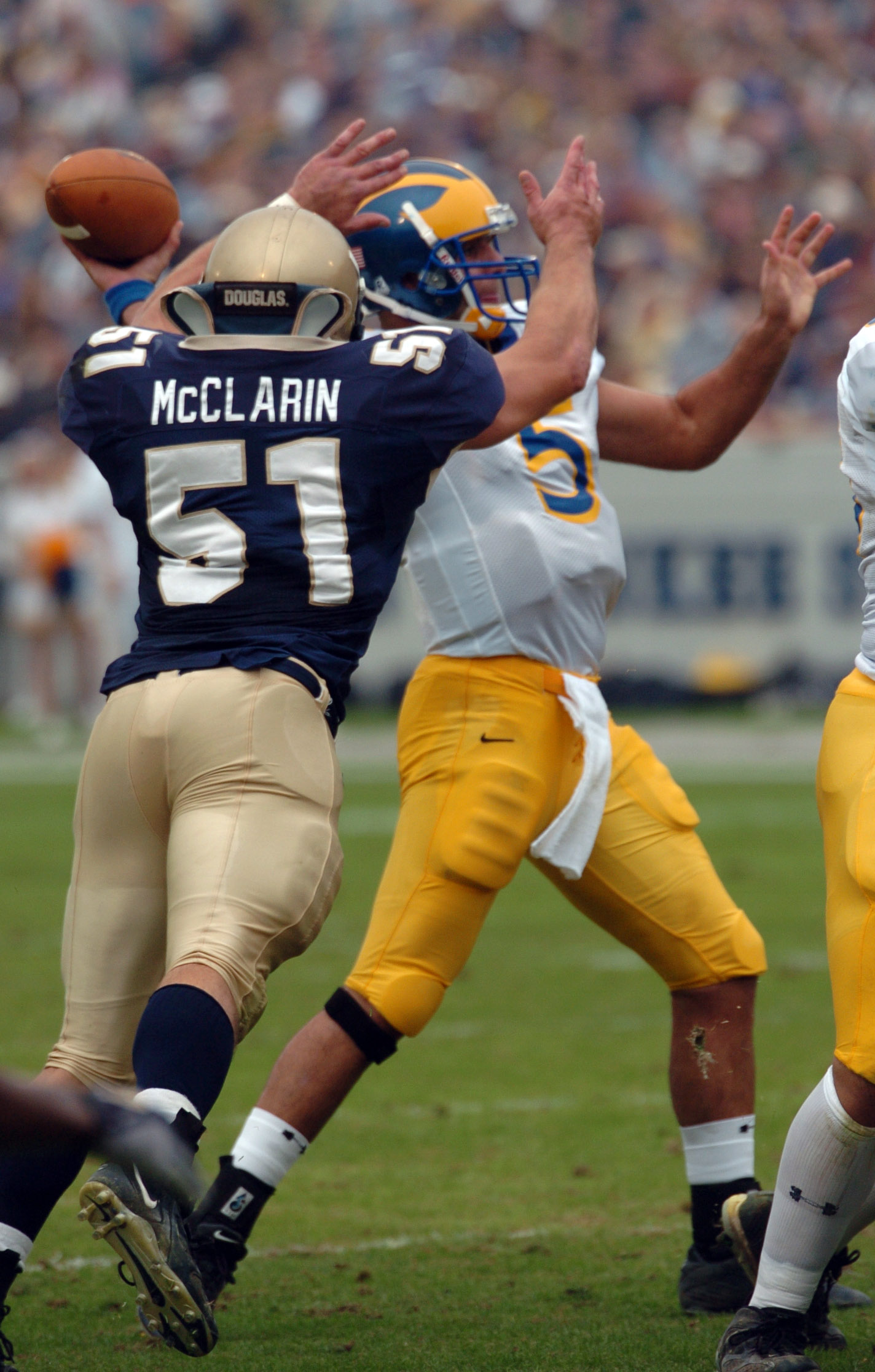
Лайнбекер «блицует» квотербека.

По ходу игры нападающая команда старается менять тип розыгрышей, чтобы получить преимущество. Традиционная стратегия — стараться больше бежать с мячом в первой попытке (дауне), а после первой попытки выбирать тип атаки в зависимости от оставшихся ярдов. 
Некоторые команды традиционно опираются на сильный бег с мячом, имея одного или нескольких тейлбеков, способных к значительным прорывам. Некоторые опираются на сильных квотербеков и ресиверов, полагаясь в основном на игру в пас.
Погодные условия, такие как дождь, ветер, холодная погода, могут значительно ослабить игру в пас и заставить нападающую команду отдавать преимущество бегу с мячом.
Если до конца мало времени и команда выигрывает игрок может сделать так называемый Квотербек на колено чтобы сжечь время не рискуя.
Чтобы выполнять розыгрыши именно так, как их задумал тренер команды, все розыгрыши записываются в специальную командную «Книгу розыгрышей». Игроки заучивают все розыгрыши наизусть и используют только их кодовые названия или номера.

### Стратегия игры в защите
При игре в защите команда старается определить стратегию противника и выстроить наиболее успешную защиту. 
Как и игроки нападения, игроки защиты могут имитировать одну схему, заставляя квотербека менять атаку, а играть другую.
Защита старается выбрать схему защиты (зонную, индивидуальную, или блиц), чтобы наиболее эффективно противостоять нападению. 

## Лиги и турниры
20 августа 1920 года родилась Национальная футбольная лига (NFL). Профессиональные спортсмены всю осень играют матчи, чтобы выявить сильнейшую команду. 
 С января 1967 года главным финалом лиги является Супербоул (матч за звание национального чемпиона).

### Профессиональные лиги США

#### Осень-зима
- Всеамериканская футбольная конференция[англ.] (1946—1949)
- Континентальная Лига футбола[англ.] (1965—1969)
- Всемирная Лига футбола[англ.] (1974—1975)

#### Весна-лето
- Европейская Лига американского футбола[англ.] (1991—2007)
- Альянс американского футбола (2019)
- XFL (с февраля 2020)

### Студенческие соревнования
Студенческий спорт не на много уступает в зрелищности профессиональным соревнованиям. Турниры проводимые Национальной ассоциацией студенческого спорта (NCAA) выявляют восемь сильнейших команд в четырёх дивизионах. 13 января 2020 года был завершён 150-й сезон футбольных игр среди колледжей США.

### Турниры для школьников и любителей
Более 1 миллиона школьников ежегодно принимают участие в региональных турнирах под эгидой любительского союза USA Football.

## Популярность

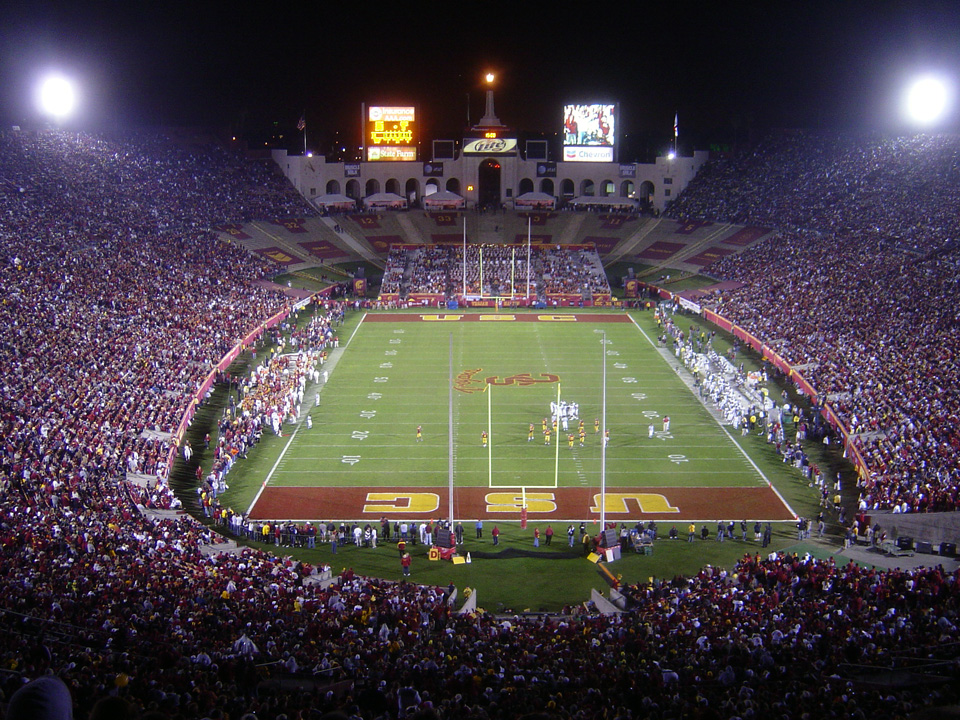
Игру с участием команды Университета Южной Калифорнии посетили более 90 тысяч зрителей.

Американский футбол — самый популярный вид спорта в США, собирающий у экранов телевизоров миллионы зрителей. Один из опросов показал, что американский футбол является любимым видом спорта среди жителей США с 1972 года, когда он впервые обошёл по этому показателю бейсбол.
Телевизионные рейтинги матчей Национальной футбольной лиги выше, чем у остальных спортивных лиг Северной Америки. В день Супербоула — решающего матча сезона в НФЛ — игру в общей сложности смотрят около 100 миллионов человек в США.
Непрофессиональный студенческий футбол также очень популярен в США. Четыре университетских стадиона в США вмещают более 100 тысяч зрителей, и часто они полностью заполнены. Даже игры между старшеклассниками зачастую собирают более 10 тысяч зрителей.
За пределами Северной Америки американский футбол развит очень скромно. Несмотря на существование 64 национальных федераций, на довольно высоком уровне американский футбол развит лишь в нескольких странах. Помимо США, это Канада, Бразилия, Мексика, Япония, Англия, Германия, Франция, Австрия и Швеция. Но даже эти страны значительно уступают США в уровне развития американского футбола, количества спортсменов, стадионов и т. д.

### Американский Футбол в России
В России американский футбол был известен давно, но особую популярность стал набирать после распада СССР в начале 90-х годов. На сегодняшний день в стране существуют 13 команд, управляемых Российской федерацией американского футбола. В 2002 г. сборная стала победителем на чемпионате Европы среди юниоров.

## Отличия правил канадского футбола
Канадский футбол, в который играют, например, в Канадской футбольной лиге, следует правилам и тактике, похожим на правила и тактику американского футбола, но некоторые тонкие различия существенно изменяют стратегию игры. Например:
- Канадская игра ведётся на прямоугольном поле 150 ярдов (135 метров) длиной и 65 ярдов (60 метров) шириной. У каждого конца поля, на расстоянии 110 ярдов друг от друга проведены линии цели, и 20-ярдовая очковая зона находится между линией цели и границей поля. Ворота, в отличие от американского футбола, находятся не на границе поля, а на линии цели. Поле для игры в канадский футбол

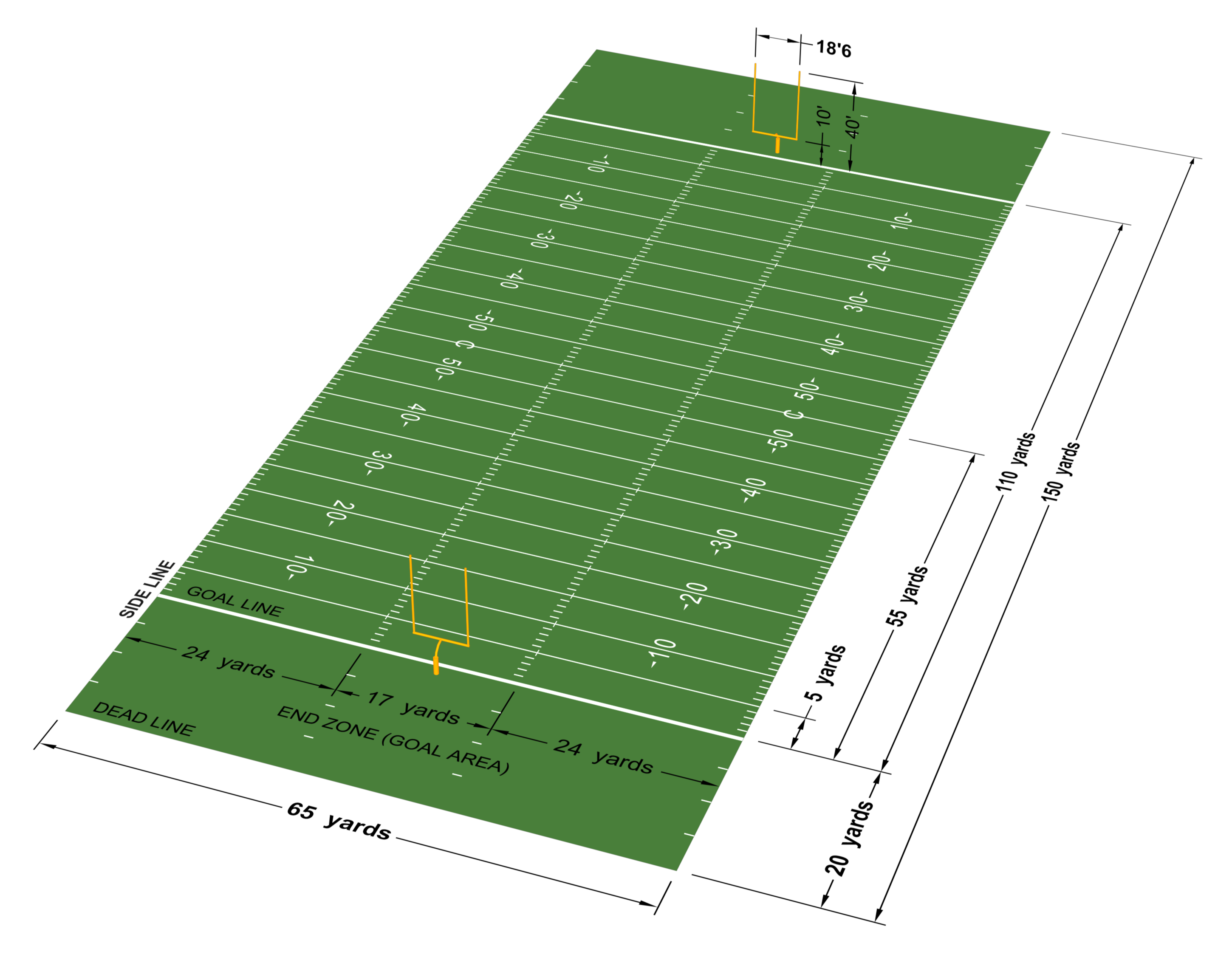
Поле для игры в канадский футбол

- На поле находятся одновременно 12 игроков каждой команды, вместо 11.
- Команда, владеющая мячом, получает 3 попытки продвинуть мяч на 10 ярдов вперёд в сторону очковой зоны соперника, вместо 4.
- Когда возвращающие пытаются овладеть мячом после панта, либо пробитого мимо ворот удара ногой, из игроков противника только кикер может подходить к возвращающему ближе чем на пять ярдов. Игрок, подходящий ближе пяти ярдов, наказывается пятнадцатью ярдами штрафа.
- Ресиверы — принимающие мяч игроки нападающей команды могут двигаться вперед без замирания перед вводом мяча в игру, не замирая на 1 секунду. В классическом варианте американского футбола такие действия считаются нарушением (illegal motion).

## Травматизм
Американский футбол — высокотравматичный вид спорта. Особую опасность представляют многократные небольшие травмы головы. Они возникают из-за того, что игроки часто сталкиваются головами, могут обладать накопительным эффектом и привести к хронической травматической энцефалопатии и в итоге к преждевременной смерти. Согласно исследованиям учёных, при столкновении игроков пострадавший принимает примерно такое же количество энергии, сравнимое с выделяемой энергией при попадании автомобиля в аварию. Спасти от серьёзных травм игрока может только защитное снаряжение.